# Bernd Janowski (Theologe)
Bernd Janowski (* 30. April 1943 in Stettin) ist ein evangelischer Theologe und Alttestamentler.

## Leben
Janowski wurde 1980 zum Thema „Sühne als Heilsgeschehen“ promoviert. 1984 folgte seine Habilitation in Tübingen mit dem Thema „Rettungsgewißheit und Epiphanie des Heils“. Von 1986 bis 1991 lehrte er in Hamburg und von 1991 bis 1995 in Heidelberg. Seine Antrittsvorlesung in der Alten Aula der Universität Heidelberg hielt er zu den Gottesknechtsliedern (Ebed JHWH Lieder) des Buches Deuterojesaja. Von 1995 bis 2012 hatte er den Lehrstuhl Altes Testament mit Schwerpunkt Theologie des Alten Testaments an der Evangelisch-Theologischen Fakultät der Universität Tübingen inne, sein Nachfolger ist ab dem 1. Oktober 2012 Martin Leuenberger. 1996 wurde er ordentliches Mitglied der Heidelberger Akademie der Wissenschaften.
Er ist verheiratet mit Christine Janowski.

## Werke (Auswahl)
- Rettungsgewißheit und Epiphanie des Heils. Bd. 1: Alter Orient (= Wissenschaftliche Monographien zum Alten und Neuen Testament, Bd. 59). Neukirchener Verlag, Neukirchen-Vluyn 1989, ISBN 3-7887-1230-9.

- mit Michael Welker: Jahrbuch für Biblische Theologie, Bd. 6, Altes Testament und biblischer Glaube, Neukirchen-Vluyn 1991.
- Beiträge zur Theologie des Alten Testaments. Sieben Bände. Neukirchener Verlag, Neukirchen-Vluyn 1993–2021.
- Stellvertretung. Alttestamentliche Studien zu einem theologischen Grundbegriff (= Stuttgarter Bibelstudien, Bd. 165). Verl. Kathol. Bibelwerk, Stuttgart 1997, ISBN 3-460-04651-1.
- Sühne als Heilsgeschehen. Traditions- und religionsgeschichtliche Studien zur Sühnetheologie der Priesterschrift. 2. Aufl. (= Wissenschaftliche Monographien zum Alten und Neuen Testament, Bd. 55). Neukirchener Verlag, Neukirchen-Vluyn 2000, ISBN 3-7887-1782-3.
- Ecce homo. Stellvertretung und Lebenshingabe als Themen Biblischer Theologie. 2. Aufl. Neukirchener Verlag, Neukirchen-Vluyn 2009, ISBN 978-3-7887-2433-7.
- gemeinsam mit Friedrich Schweitzer und Christoph Schwöbel (Hrsg.): Schöpfungsglaube vor der Herausforderung des Kreationismus (Theologie Interdisziplinär; 6). Neukirchen-Vluyn 2010 (dokumentiert ein Symposion von 2008).
- Als Herausgeber: Texte aus der Umwelt des Alten Testaments
- Das hörende Herz. Beiträge zur Theologie und Anthropologie des Alten Testaments, Vandenhoeck & Ruprecht, 6, 2017.
- Ein Gott, der straft und tötet? Zwölf Fragen zum Gottesbild des Alten Testaments. 3. Aufl. Vandenhoeck & Ruprecht, Göttingen 2018, ISBN 978-3-7887-2681-2.
- Konfliktgespräche mit Gott. Eine Anthropologie der Psalmen. 6. Aufl. Vandenhoeck & Ruprecht, Göttingen 2021, ISBN 978-3-7887-3518-0.
- Anthropologie des Alten Testaments. Grundfragen – Kontexte – Themenfelder. 2. Aufl. Mohr Siebeck, Tübingen 2023, ISBN 978-3-16-162800-9.
- Biblischer Schöpfungsglaube. Religionsgeschichte – Theologie – Ethik mit drei Anhängen und zahlreichen Abbildungen. Mohr Siebeck, Tübingen 2023, ISBN 978-3-16-159326-0.